# Castor et Pollux (Dalí)
Pour les articles homonymes, voir Castor et Pollux (homonymie).
Castor et Pollux est une sculpture cubiste moderne réalisée par Salvador Dali (1904-1989) réalisée en 1975.

## Mythologie de Dali
Dalí s'est identifié à l'immortel Pollux et considérait son frère aîné (1901-1903), également prénommé Salvador et mort peu avant la naissance de l'artiste, comme son jumeau mortel, tout comme l'était Castor,.  
Pour lui, un autre couple mortel/immortel était composé de sa sœur Anna Maria, identifiée à la mortelle Clytemnestre, et sa femme Gala étant l'immortelle Hélène.

## Description
L'œuvre est une paire de chandeliers, de genre pique-cierge, en bronze chromé d'une hauteur de 26 cm (Castor mesure 11 7/8 inches et Pollux 10 3/8  inches). Une pièce amovible peut transformer les bougeoirs en sculpture décorative. Chaque paire est signée, numérotée de 1 à 2 000 et titrée, l'une de "Castor", l'autre de "Pollux".